# Lourdesgrot (Meerssen)

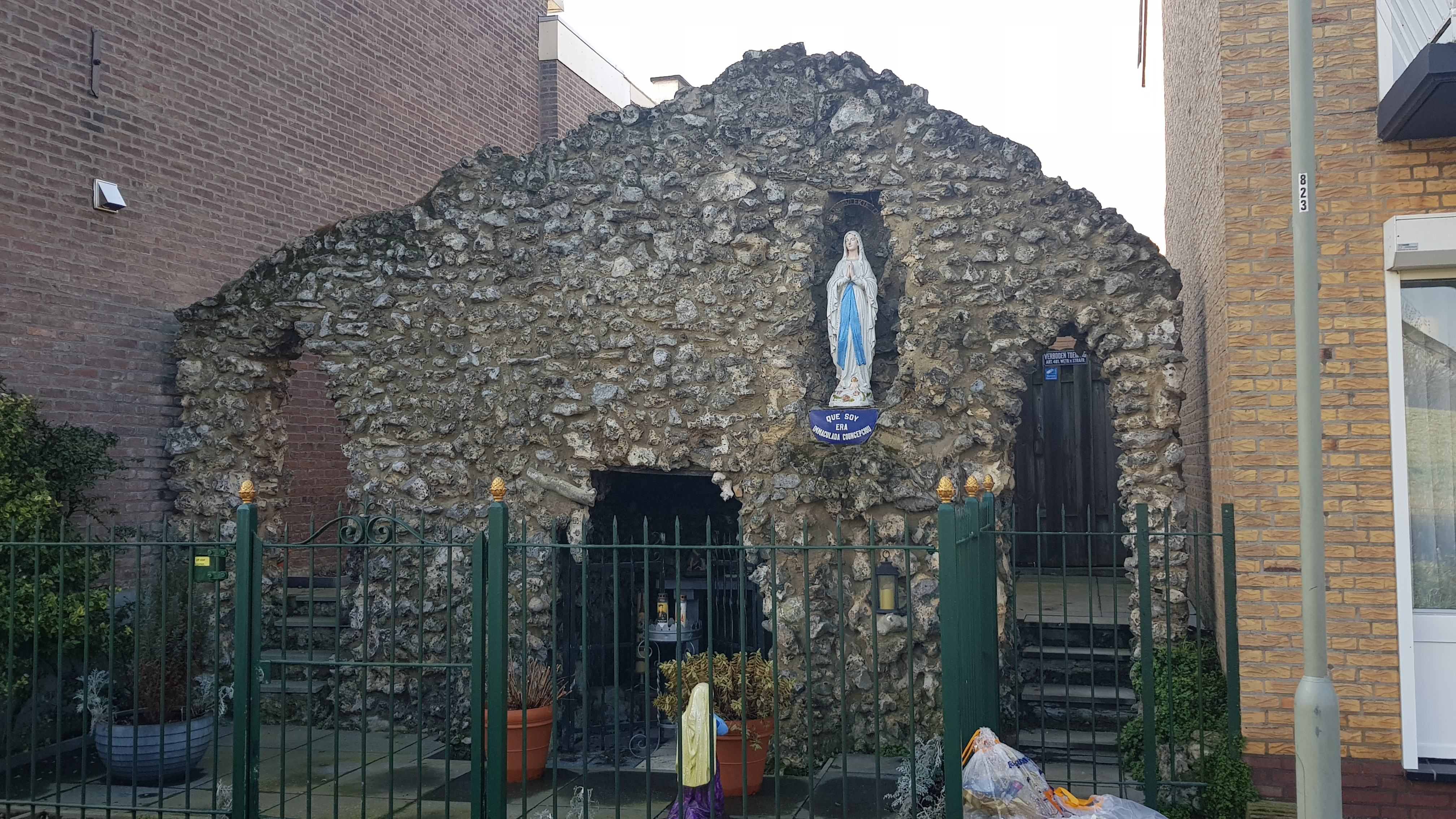
De Lourdesgrot

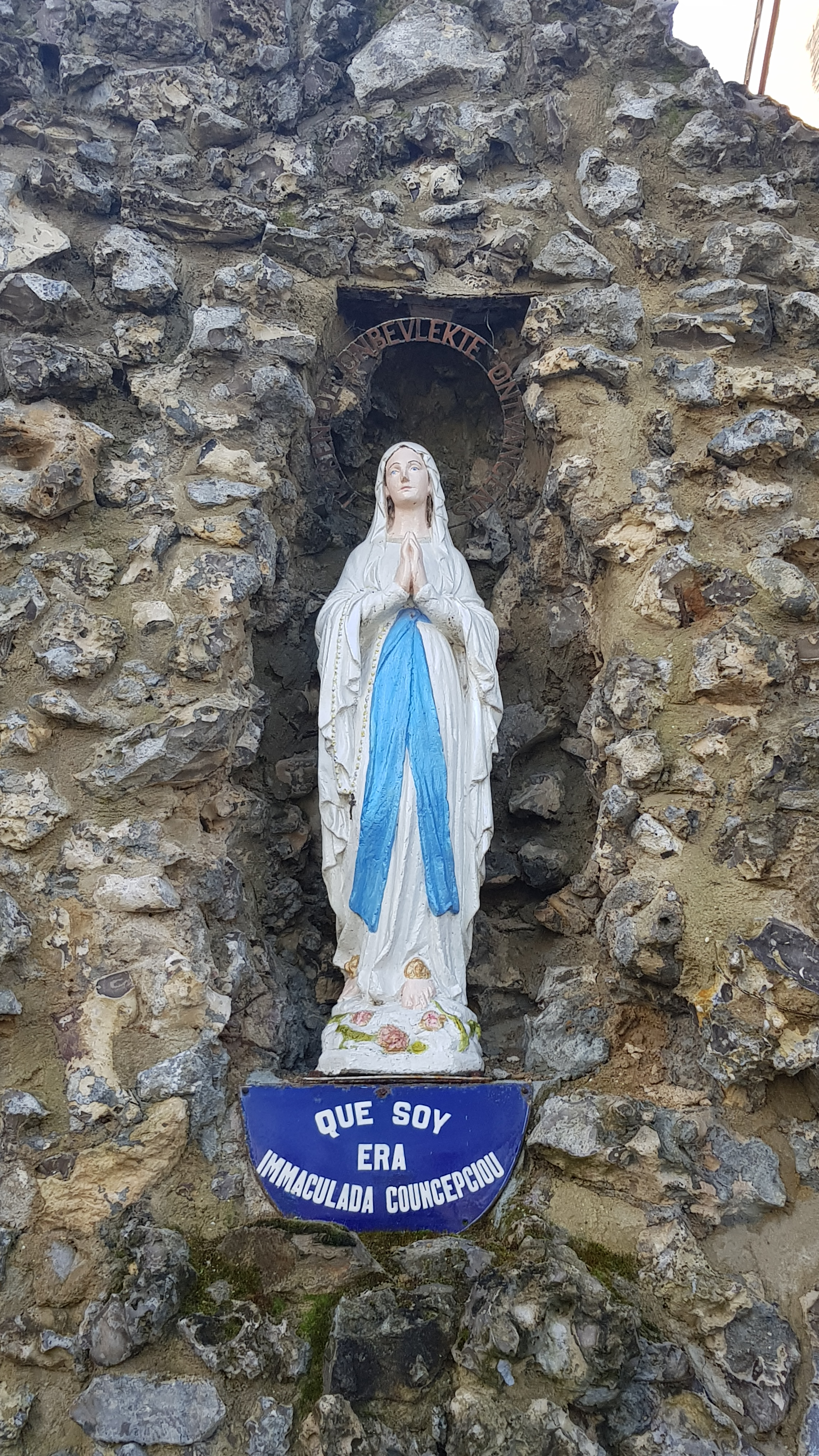
Het Lourdesbeeld

De Lourdesgrot is religieus bouwwerk in Meerssen in de Nederlands Zuid-Limburgse gemeente Meerssen. De Lourdesgrot staat aan de Kookstraat 37 tussen twee huizen in.
De Lourdesgrot is gewijd aan Maria, specifiek aan Onze-Lieve-Vrouw van Lourdes.

## Geschiedenis
Onduidelijk is wanneer de Lourdesgrot werd gebouwd, maar deze stond er in ieder geval al in 1925. De grot werd gebouwd door Helena Stevens (1865-1949) die woonde aan de Gasthuisstraat op een perceel dat doorliep tot aan de Kookstraat. Om te zorgen dat de Lourdesgrot zou blijven bestaan als Stevens zou overlijden, droeg zij het bouwwerk over aan de Mijnwerkersbond, die het op haar beurt overdroeg aan de buurtvereniging. Voor de zorg over de Lourdesgrot richtte men de stichting Lourdes Grot Meerssen op.
In 2013 werd de Lourdesgrot gerenoveerd.

## Bouwwerk
Het bouwwerk is opgetrokken in natuursteen en is een nabootsing van de grot van Massabielle bij de Franse stad Lourdes. Het bouwwerk omvat twee doorgangen naar achter de Lourdesgrot en twee holtes, waarbij de rechterholte hoger ligt met daarin een beeld van Onze-Lieve-Vrouw van Lourdes en de linkerholte die lager ligt met daarvoor een beeld van Bernadette Soubirous. Boven het Mariabeeld is een boog van metalen letters aangebracht met de tekst:

Ik ben de onbevlekte ontvangenis

Onder het beeld staat in witte letters op blauwe achtergrond de tekst:

Que soy era immaculada councepciou